# مونیکا آنژلیکا ده پائولا
مونیکا آنژلیکا ده پائولا (پرتغالی: Mônica Angélica de Paula؛ زادهٔ ۴ آوریل ۱۹۷۸) بازیکن فوتبال زن اهل برزیل بود.
از باشگاه‌هایی که در آن بازی کرده‌است می‌توان به اشاره کرد.